# Aymon III de Faucogney
Pour les articles homonymes, voir Famille de Faucogney, Aymon de Faucogney et Aymon III.
Aymon III de Faucogney-Rougemont (1165 - 1247), fils d'Hugues de Rougemont (fils d'Humbert II) et de Béatrice de Faucogney, est un noble comtois. Il fut seigneur de Faucogney et vicomte de Vesoul,,.
En 1189, il épouse, Élisabeth, Dame de la Roche, de qui il a :
- Jean[2],[3] qui suit,
- Aymon[3], il fonde la branche de Villersexel (cf. Faucogney)[3],
- Thiébaud, doyen de l'église de Besançon et de la collégiale de Sainte-Madeleine, il teste en 1300[3],
- Hugues, chanoine de Besançon, archidiacre de Beaune en 1282, grand chantre de l'église d'Autun, il teste en 1306[3],
- Clémence, (? - 4 décembre 1267)[2], elle épouse Étienne, (1208 - 1267), baron d'Oiselet, fils naturel d'Étienne II d'Auxonne[3],
- Élisabeth[2], elle épouse Hugues de Rougemont[3],
- Alix (1220-1285), x Hugues, comte de Vienne
- Sibille[3].